# Delfini (Sai che c'è)
Delfini (Sai che c'è) è un brano musicale inciso nel 1993 da Domenico Modugno in coppia con il figlio Massimo.

## Il brano
Scritto da Luigi Lopez e Franco Migliacci, è l'ultima incisione realizzata dal cantautore pugliese prima della scomparsa.
Viene inserita nell'album di Massimo Delfini ed in numerose raccolte antologiche di Domenico Modugno, che sarebbe venuto a mancare il 6 agosto dell'anno seguente.
Della canzone venne anche realizzato un video.
Il 18 aprile 2010, nel corso di Domenica In, Pippo Baudo la trasmette dedicandola a Sandra Mondaini, poiché lei ed il marito Raimondo Vianello avevano dichiarato di sentirsi molto legati a questa canzone.
(Luigi Lopez, 2014)

## Alcune incisioni del brano
- 1993: Delfini di Massimo Modugno (Carosello, CDCLN 25166)
- 1994: La storia di Domenico Modugno (Carosello; doppio CD)
- 2004: Mister Volare di Domenico Modugno (DV More Record, DV 6753)
- 2008: The Golden Collection di Domenico Modugno (Carosello)